# Crassispira bernardi
Crassispira bernardi é uma espécie de gastrópode do gênero Crassispira, pertencente à família Pseudomelatomidae.